# 宮崎珠子
宮崎 珠子（みやざき たまこ、1995年1月9日 - ）は、日本の女性声優。東京俳優生活協同組合所属。千葉県出身。

## 経歴
2014年に行われた第1回セガサミーグループ次世代声優オーディションにて、準グランプリを獲得。
2015年よりコペル所属だったが、2018年10月31日退所。同年12月1日より東京俳優生活活動協同組合所属となる。

## 人物
趣味は読書とゲーム。特技は日曜大工。
動物好きでソマリのソーマとユーリ、パールホワイトハムスターのましろを飼っており、度々Twitterに登場する。
コペル、東京俳優生活協同組合での同僚だった元声優の寺下知輝は、同じオーディションで声優業を始めた同期の間柄。寺下が声優業廃業を報告した際にも、宮崎は労いの言葉を送っている。

## 出演
太字はメインキャラクター。

### テレビアニメ
2016年
- とんかつDJアゲ太郎（客、女の子）
- ルパン三世 PART IV（華崎マユ）

2020年
- 球詠（小林依織）
- D4DJ First Mix（女生徒）

2021年
- ぷっちみく♪ D4DJ Petit Mix（観客、レポーター、シスター）
- マブラヴ オルタネイティヴ（2021年 - 2022年、神代巽） - 2シリーズ

2022年
- スローループ（受付担当者、女子）

2023年
- ツンデレ悪役令嬢リーゼロッテと実況の遠藤くんと解説の小林さん（生徒D）
- ゾン100〜ゾンビになるまでにしたい100のこと〜（女性ゾンビ）

### 劇場アニメ
- STAND BY ME ドラえもん 2（2020年）[9]

### OVA
- 学園ハンサム The Animation（2015年、猫）

### Webアニメ
- イロナス（2022年、片桐玲奈[10]）

### ゲーム
2015年
- セガNET麻雀 MJ（SPボイス）
- フェアリーフェンサー エフ ADVENT DARK FORCE（アン、妖聖シェイドガン）

2016年
- Count Up 21（ケイ）
- 蒼空のリベラシオン（ミーノ、ニッキー）
- ひめがみ絵巻（宇迦）

2017年
- スクールガールストライカーズ トゥインクルメロディーズ（桐原香澄）
- 誰ガ為のアルケミスト（ルーシャ）

2018年
- スクールガールストライカーズ トゥインクルメロディーズ（佑香）
- 23/7 トゥエンティ スリー セブン（ミスト、静御前）
- ファントム オブ キル（モラルタ〈中二病〉）
- Fight of Gods（天照大神） - Nintendo Switch版（賈船発売版）

2019年
- 劇団プリンス（諒のマネージャー）
- ファイトリーグ（一日巫女 猫磨すみれ Re）

2020年
- 狐が僕を待っている（シュア）
- Panty Party（姫パンツ）
- モンスターストライク（2020年 - 2024年、ラベンダー、お市）

2021年
- Forward to the Sky（プリンセス） - Nintendo Switch版
- ブラスターマスター ゼロ トリロジー メタファイトクロニクル（イヴ、エヴァ・ガードナー）

2022年
- ヘブンバーンズレッド（2022年 - 2024年、天音巫呼）
- 白き鋼鉄のX2（イヴ）
- 僕の彼女は人魚姫！？Refine（乙姫）
- ベイラーレジェンド: Idle RPG（天照大神）
- けものフレンズ3（ツクヨミノシンシ）

2023年
- 狐が僕を待っている花（シュア）

### ドラマCD
- コミン・カフェリヴァージュには俺様猫がいる。番外編ドラマCD（2018年、杉浦杏子）
- スクールガールストライカーズ 〜トゥインクルメロディーズ〜 Melody Collection ボイスドラマ（2018年、桐原香澄）
- 朗読CD 手袋を買いに/ウマヤノソバノナタネ（2019年）
- Panty Party完全体 着ボイスCD（2020年、プリンセス）

### ラジオ
※はインターネット配信。
- アプリコット・レグルスのメロメロ Radio!（2017年 - 、超!A&G+※・AG-ON Premium※）[26]

### インターネットテレビ
- 『スクメロ』公式生放送（2017年 - 2018年 、YouTube Live・ニコニコ生放送）
- COSEN Presents　おきつね広報局（2018年 - 、Youtube COSENチャンネル）
- ブラスターマスター ゼロ チャンネル（2021年、YouTube Live・ニコニコ生放送）

### CM
- 快活CLUB（2016年10月31日 - 11月9日） - ナレーション
- 「パンダコパンダ」45周年記念上映CM（2018年2月12日） - ナレーション
- やっぱりステーキ　店頭CM（2022年）–ナレーション、やっぱりニュース

### 舞台
- 怪し会 八雲（2015年8月27日 - 8月30日、密蔵院）オープニングアクト[27]
- 怪し会 白（2017年2月18日・19日、密蔵院） - 雪女 役
- コミン・カフェリヴァージュには俺様猫がいる。（2018年6月29日・30日、武蔵野芸能劇場 小劇場） -杉浦杏子　まりあ　雪乃　役[28]
- Re:Union 2（2019年3月20日・21日、新宿シアターサンモール）- 市ヶ谷スイ役[29]

### イベント
- 名駅西TSUBAKIフェスタ2015「学園ハンサムTheAnmation」トークショー（椿特設ステージ、2015年11月1日[30]）
- 染谷有香トーク&サイン会（ソフマップ、2016年2月6日）MC[31]
- 「学園ハンサム キャラクターソング Vol.1 美剣咲夜 Legend of Sexy」MV上映会（アニメイト池袋本店、2016年2月7日[32]）
- LIVE of Re:Union（渋谷ストリーム、2019年11月[33]）

### 映像商品
- テイチク鉄道ビデオ（ナレーション）
  - キハ110系 八高線（高麗川〜高崎）（2017年）
  - 115系 上越線Vol.2（高崎〜水上〜高崎）（2017年）
  - E657系特急ひたち（品川〜いわき）（2017年）
  - E351系特急スーパーあずさ（松本〜新宿）（2017年）
  - 185系特急はまかいじ（横浜〜松本）
  - E653系特急いなほ（酒田～新潟）（2018年）
  - E257系特急あやめ祭り（新宿～鹿島神宮）（2018年）[34]
  - 3000形小田急線各駅停車 （新宿～小田原） （2019年）[35]
  - 651系特急草津 （上野～長野原草津口）（2019年）[36]
  - 近鉄吉野線-南大阪線急行 （吉野～大阪阿部野橋）（2020年）[37]
  - C61 20 SLぐんまみなかみ（高崎～水上）（2020年）[38]
  - E235系山手線内回り・外回り（東京発着）（2020年）[39]

### 吹き替え
- ローライフ（2019年　ガブリエラ〈ジャーネスト・コルチャド〉）

### その他コンテンツ
- メディアミックスプロジェクト『AIドロイド RAISING』（2020年、EVE[40]）
- 放浪者 フランケンシュタインの創りしモノ  パッケージ版限定オーディオドラマ（2021年）
- オーディオドラマ『僕の彼女は人魚姫　零』（2022年、乙姫）

## ディスコグラフィ

### キャラクターソング
| 発売日   | 商品名                                                                            | 歌                                                           | 楽曲 | 備考                                                                  |
| 2017年   | 2017年                                                                            | 2017年                                                       | 2017年 | 2017年                                                                |
| -------- | --------------------------------------------------------------------------------- | ------------------------------------------------------------ | --- | --------------------------------------------------------------------- |
| 10月25日 | I Wish                                                                            | アプリコット・レグルス                                       | 「I Wish」 「Step!」 | ゲーム『スクールガールストライカーズ トゥインクルメロディーズ』関連曲 |
| 2018年   |                                                                                   |                                                              | |                                                                       |
| 1月24日  | スクールガールストライカーズ 〜トゥインクルメロディーズ〜 Melody Collection       | アプリコット・レグルス                                       | 「オルヴォワール プラネット」 「Pop and Jump!」 「Right on!!」 「New World」 「ユートピア」 「優しい風」 「蒼のメモリー」 「Snow Planet」 | ゲーム『スクールガールストライカーズ トゥインクルメロディーズ』関連曲 |
| 8月17日  | スクールガールストライカーズ ～トゥインクルメロディーズ～ Melody Collection Vol.2 | アプリコット・レグルス                                       | 「つながる想い」 「ミラクルワンダーランド」 「Daily Miracle」 「Happy Go Lucky」 「ミチ☆ミチル」 「Moment」 「Lapis Lazuli」 「旅の途中」 | ゲーム『スクールガールストライカーズ トゥインクルメロディーズ』関連曲 |
| 8月17日  | スクールガールストライカーズ ～トゥインクルメロディーズ～ Melody Collection Vol.2 | 桐原香澄（宮崎珠子）、不知火ハヅキ（富岡美沙子）             | 「Make A Wish」 | ゲーム『スクールガールストライカーズ トゥインクルメロディーズ』関連曲 |
| 2019年   |                                                                                   |                                                              | |                                                                       |
| 11月3日  | SnowDrop                                                                          | fleur de Sorcière                                            | 「SnowDrop」 | リーディング&ライブ「Re:Union」関連曲                                 |
| 2020年   |                                                                                   |                                                              | |                                                                       |
| 4月16日  | 狐が僕を待っている特装版同梱 オープニング・エンディングテーマCD                   | シュア（宮崎珠子）、ミミル（中村カンナ）、カリン（景山梨彩） | 「狐弓」 | ゲーム『狐が僕を待っている』オープニングテーマ                        |
| 4月16日  | 狐が僕を待っている特装版同梱 オープニング・エンディングテーマCD                   | シュア（宮崎珠子）、ミミル（中村カンナ）、カリン（景山梨彩） | 「切り拓け二人の世界」 | ゲーム『狐が僕を待っている』エンディングテーマ                        |
| 12月22日 | 最高☆アイドロイド                                                                 | Twin-くるズ!!                                                | 「最高☆アイドロイド」 「Dang Dong♡Dang Dong」 「らいじんぐ・でいず♪」 「デュアル＊シンギュラリティ」                                      | 『AIドロイド RAISING』関連曲                                          |
| 2022年   |                                                                                   |                                                              | |                                                                       |
| 7月7日   | 僕の彼女は人魚姫！？Refine限定盤同梱 主題歌集CD                                   | 乙姫（宮崎珠子）                                             | 「軌跡」 | ゲーム『僕の彼女は人魚姫！？Refine限定盤同梱』オープニングテーマ      |